# Micromitrium cumingii
Micromitrium cumingii là một loài rêu trong họ Orthotrichaceae. Loài này được (Müll. Hal.) Paris mô tả khoa học đầu tiên năm 1905.